# Ścieżka dostępu
Ścieżka dostępu – ciąg znaków określający położenie dowolnego obiektu w strukturze katalogu na dysku twardym lub innym nośniku danych (CD, pendrive itp.). Najczęściej ma postać listy katalogów odseparowanych ukośnikami (ang. slashem, „/”) w systemach Unix i adresach internetowych oraz backslashem („\”) w systemach Windows

## Reprezentacja ścieżek przez poszczególne systemy i powłoki
| System operacyjny    | Powłoka                                        | Katalog główny | Separator katalogów | Katalog obecny         | Katalog nadrzędny         | Katalog domowy    | Przykłady |
| -------------------- | ---------------------------------------------- | --- | ------------------- | ---------------------- | ------------------------- | ----------------- | --- |
| System uniksopodobny | Unix shell                                     | / | /                   | .                      | ..                        | ~                 | /home/user/docs/Letter.txt ./inthisdir ../../greatgrandparent ~/.rcinfo |
| DOS                  | COMMAND.COM                                    | [litera dysku:]\lub \\[nazwa serwera]\[wolumen]\ | \                   | .                      | ..                        |                   | C:\USER\DOCS\LETTER.TXT A:PICTURE.JPG \\serwer01\USER\DOCS\LETTER.TXT |
| OS/2                 | cmd.exe                                        | [litera dysku:]\lub \\[nazwa serwera]\[wolumen]\ | /lub \              | .                      | ..                        |                   | C:\user\docs\Letter.txt A:Picture.jpg \\serwer01\USER\docs\Letter.txt |
| Microsoft Windows    | cmd.exe                                        | \ (względem obecnego katalogu roboczego) lub [litera_dysku]:\ lub \\[serwer]\[sharename]\ lub \\?\[drive_spec]:\ lub \\?\[serwer]\[sharename]\ lub \\?\UNC\[serwer]\[sharename]\ lub \\.\[physical_device]\   | /lub \              | .                      | ..                        |                   | C:\user\docs\Letter.txt /user/docs/Letter.txt C:\Letter.txt \\serwer01\user\docs\Letter.txt \\?\UNC\serwer01\user\docs\Letter.txt \\?\C:\user\docs\Letter.txt C:\user\docs\somefile.ext:alternate_stream_name ./inthisdir ../../greatgrandparent                                                                      |
| Microsoft Windows    | Windows PowerShell                             | [nazwa dysku:]/lub [nazwa dysku:]\ lub \\[nazwa serwera]\ lub [PSSnapIn name]\[PSProvider name:][:PSDrive root]                                                                                               | /lub \              | .                      | ..                        | ~                 | C:\user\docs\Letter.txt \\serwer01\user\docs\Letter.txt cd ~\Desktop UserDocs:/Letter.txt Variable:PSVersionTable Registry::HKEY_LOCAL_MACHINE\SOFTWARE\ Microsoft.PowerShell.Security\Certificate::CurrentUser\ |
| TOPS-20              | DML                                            | [nazwa urządzenia:] | .                   |                        |                           |                   | PS:<USER.DOCS>LETTER.TXT,4 |
| RSX-11               | MCR                                            | [nazwa urządzenia:] |                     |                        |                           |                   | DR0:[30,12]LETTER.TXT;4 |
| OpenVMS              | DCL                                            | [nazwa urządzenia:][000000] lub [NODE["accountname password"]]::[nazwa urządzenia][000000]: | .                   | []                     | [-]                       | SYS$LOGIN:        | SYS$SYSDEVICE:[USER.DOCS]PHOTO.JPG []IN_THIS_DIR.COM; [-.-]GreatGranParent.TXT SYS$SYSDEVICE:[.DRAFTS]LETTER.TXT;4 GEIN::[000000]LETTER.TXT;4 SYS$LOGIN:LOGIN.COM |
| Classic Mac OS       |                                                | [wolumen lub nazwa dysku]: | :                   | :                      | ::                        |                   | Macintosh HD:Documents:Letter :fileincurrentdir ::fileinparent :::fileingrandparent |
| ProDOS               | AppleSoft BASIC                                | /[wolumen lub nazwa dysku]/ | /                   |                        |                           |                   | /SCHOOL.DISK/APPLEWORKS/MY.REPORT FLIGHT.SIMULATOR,D2 |
| AmigaOS              | Amiga CLI / AmigaShell                         | [dysk, wolumen, urządzenie lub nazwa]: | /                   | "" (pusty ciąg znaków) | /                         |                   | Workbench:Utilities/MultiView DF0:S/Startup-Sequence S:Startup-Sequence TCP:en.wikipedia.com/80 |
| RISC OS              | ShellCLI                                       | [fs type[#option]:][:numer lub nazwa dysku.]$ uwaga: znaki „&”, „%” oraz „@” mogą również być użyte kolejno jako odnośnik do: konta root obecnego użytkownika, biblioteki oraz obecnego (roboczego) katalogu. | .                   | @                      | ^                         | &                 | ADFS::MyDrive.$.Documents.Letter Net#Mainserwer::DataDrive.$.Main.sy10823 LanMan::WindowsC.$.Pictures.Japan/gif NFS:&.!Choices ADFS:%.IfThere @.inthisdir ^.^.greatgrandparent Kiedy montowane są systemy z rozszerzeniami nazw plików, znaki '.' są zamieniane na '/', jak przedstawiono powyżej (zob. „Japan/gif”). |
| Symbian              | Menedżer plików                                | \ | \                   |                        |                           |                   | \user\docs\Letter.txt |
| Domain/OS            | Shell                                          | // (root domeny) / (root obecnego węzła) | /                   | .                      | \                         | ~                 | //node/home/user/docs/Letter.txt ./inthisdir \\greatgrandparent ~rcinfo |
| MenuetOS             | CMD                                            | / | /                   |                        |                           |                   | |
| Stratus VOS          | wiersz poleceń VOS                             | %[system_name]#[module_name]> | >                   |                        | <                         |                   | %sysname#module1>SubDir>AnotherDir |
| NonStop Kernel       | TACL (ang. „Tandem Advanced Command Language”) | No root | .                   |                        | brak katalogu nadrzędnego |                   | \NODE.$DISK.SUBVOL.FILE \NODE.$DEVICE \NODE.$DEVICE.#SUBDEV.QUALIFIER |
| CP/M                 | CCP                                            | [litera dysku:] | brak podkatalogów   | brak podkatalogów      | brak rodzica              | brak podkatalogów | A:LETTER.TXT |
| GS/OS                |                                                | :[nazwa wolumenu]:lub .[nazwa urządzenia]:lub [prefix]: uwaga: prefiks może być liczbą z zakresu od 0 do 31, znakiem * (wolumen rozruchowy) lub @ (katalog domowy AppleShare)                                 | :lub /              |                        |                           | @                 | :Apps:Platinum.Paint:Platinum.Paint *:System:Finder .APPLEDISK3.5B/file |

Japońskie i koreańskie wersje systemu Windows mogą wyświetlać znak „¥” lub znak „₩” w miejsce znaku separatora katalogów. W takich sytuacjach zamiast ukośnika rysowane są ww. znaki. Bardzo wczesne wersje systemów MS-DOS zamieniały Ukośnik tymi znakami, aby mogły być wyświetlane przez programy, które były w stanie zrozumieć jedynie 7-bitowy ASCII (inne znaki, jak np. kwadratowe nawiasy, również były podmieniane – zob. ISO 646, Windows Codepage 932 (Japanese Shift JIS), and Codepage 949 (Korean)). Pomimo iż nawet pierwsza wersja systemu Windows wspierała 8-bitowy ISO-8859-1 zestaw znaków (w którym kod znaku Yen miał wartość U+00A5), a współczesne wersje systemu Windows wspierają Unicode (w którym kod znaku Won ma wartość U+20A9), większość programów będzie wyświetlać ukośniki znajdujące się plikach w formacie ASCII w taki sposób, aby zapobiec kompatybilności wstecznej.